# CARROTS and STiCKS
『CARROTS and STiCKS』（キャロッツ・アンド・スティックス）は、BiSHのメジャー3作目（通算5作目）のオリジナルアルバム。2019年7月3日にavex traxから発売された。

## 概要
前作「THE GUERRiLLA BiSH」から約1年8か月ぶりとなるオリジナルアルバム。音楽配信サブスクリプションサービス＋CD＋ライブが3ヶ月に渡り連動するプロジェクト「#BiSHアメトムチ」が展開された。
2019年4月1日「BRiNG iCiNG SHiT HORSE TOUR FiNAL "THE NUDE"」の発売記念ライブ上映会「BiSH to the THEATER3」でメジャー3rdアルバムの発売がサプライズ告知され、"最凶最悪最高最幸、これがBiSHの全て"と銘打たれたニューアルバム発売の特報がYouTubeにアップされた。配信限定で先行配信される全新曲からなる2枚のEP「STiCKS」と「CARROTS」に加えさらに新曲6曲を加えた全14曲のアルバムになることが告知された。特報の中でサウンドプロデューサーの松隈ケンタは、「STiCKS」について"汚い" "売れない" "うるさい" "サビかよくわからない"、「CARROTS」について"売れる" "かっこいい"と相対する2枚のコントラストが最高と語っている。
6月12日、全国のタワーレコードなどのCDショップにて「BiSH CARROTS and STiCKS??」が事前告知なしで299円で先行販売された。これは前作「THE GUERRiLLA BiSH」の時に行われたプロモーションと同じであったが、同日午後、ゲリラ販売されたCDがプロデューサーの渡辺淳之介と松隈ケンタによるユニット「beat mints boyz」が歌うフェイク盤だったことが明かされた。BiSH本人が歌唱していないアルバムだったが、オリコンデイリーアルバムランキング1位、週間アルバムランキング6位を記録した。その後発売された本物は、アルバム自己最高となる週間アルバムランキング4位、週間デジタルアルバムランキングは前作に続いて2作連続の1位を獲得した。
｢STiCKS｣のリード曲「遂に死」のミュージックビデオの監督は清水康彦。軍人に扮したメンバーが次々と“死亡フラグ”を立てて死んでいくというシュールかつカオスな内容になっている。｢CARROTS｣のリード曲「I am me.」のミュージックビデオは「プロミスザスター」以来2年ぶりに田中真琴が参加、BiSHが「もしBiSHでなかったら」というパラレルワールドを描き、田中真琴はBiSHの衣装を着用しBiSHとダンスを、メンバーも演技に挑戦している。アルバムリード曲の「DiSTANCE」は過去に「オーケストラ」「My landscape」などのミュージックビデオを手がけてきた大喜多正毅が監督を務め、壮大な夕景とCGが混在したエモーショナルな映像となっている。
CDは4形態で販売され、通常のCD盤には「STiCKS」4曲＋「CARROTS」4曲＋新曲6曲の「CARROTS and STiCKS」を収録。MUSiC盤、DVD盤、初回生産限定盤には加えて2018年に発売されたアルバム未収録の「PAiNT it BLACK」、「stereo future」等のシングル、2019年に配信限定でリリースされた「二人なら」等を収録したSPECiAL BONUSアルバムが付属。更にDVD盤、初回生産限定盤Blu-rayには2018年12月に横浜の赤レンガ倉庫で開催されたフリーライブ｢stereoなfutureにしないYOKOHAMA｣の模様のほか、リード曲やBONUSアルバムの収録曲のMVなどが収録。初回生産限定盤のBlu-rayのみBiSH初の冠番組「BiSHのキレッキレJAPAN」の傑作選が収録され、100Pの撮り下ろしフォトブックが付属。

## プロジェクト「#BiSHアメトムチ」
- 4月2日 - 東京・渋谷駅地下コンコースに「CD紙ジャケ」が2000枚貼り付けられた巨大ピールオフ広告が登場[13]、「STiCKS」リード曲「遂に死」のミュージックビデオをYouTubeに公開[10]
- 4月3日 - 新曲4曲を収録した配信限定EP「STiCKS」をApple Musicで限定配信開始
- 4月5日 - 「LiFE is COMEDY TOUR」CLUB CITTA' 公演から「STiCKS」全曲披露[14]
- 4月8日 - ツアー初日のライブ映像を一部収録した「STiCKS」全曲試聴MOViEがYouTubeに公開[15]
- 5月2日 - 「CARROTS」リード曲「I am me.」のミュージックビデオをYouTubeに公開[11]
- 5月3日 - 新曲4曲を収録した配信限定EP「CARROTS」をApple Musicで限定配信開始
- 5月5日 - 「LiFE is COMEDY TOUR」Zepp Osaka Bayside公演から「CARROTS」全曲披露
- 5月9日 - 最新ツアー映像やミュージックビデオのオフショットで構成された「CARROTS」全曲試聴MOViEがYouTubeに公開[16]
- 5月24日 - アルバムのアートワークとDVD、BDの収録内容を公開[12]
- 6月11日 - 「CARROTS and STiCKS」リード曲「DiSTANCE」がラジオSCHOOL OF LOCK!内で初オンエア[17]。
- 6月12日 - 「DiSTANCE」ミュージックビデオをYouTubeに公開。「BiSH CARROTS and STiCKS??」が事前告知なしで299円で先行販売[7]。
- 6月13日 - 「CARROTS and STiCKS」をApple Musicで先行配信開始[8]。
- 6月15日 - 「LiFE is COMEDY TOUR」愛媛公演から「DiSTANCE」先行披露
- 7月3日 - メジャー3rdアルバム「CARROTS and STiCKS」を発売。収録曲「MORE THAN LiKE」のミュージックビデオをYouTubeに公開[18]

## リリース履歴
| 発売日        | タイトル                  | レーベル  | 最高順位 | 販売形態   | 規格品番         | 備考                                         |
| ------------- | ------------------------- | --------- | -------- | ---------- | ---------------- | -------------------------------------------- |
| 2019年4月3日  | STiCKS                    | avex trax | －       | 配信限定EP | －               | Apple Music限定配信                          |
| 2019年5月3日  | CARROTS                   | avex trax | －       | 配信限定EP | －               | Apple Music限定配信                          |
| 2019年6月12日 | BiSH CARROTS and STiCKS?? | avex trax | 6位      | CD         | AVC1-96319       | FAKE盤:限定先行販売(beat mints boyz名義)     |
| 2019年7月3日  | CARROTS and STiCKS        | avex trax | 4位      | CD         | AVCD-96303       | CD盤                                         |
| 2019年7月3日  | CARROTS and STiCKS        | avex trax | 4位      | 2CD        | AVCD-96301~2     | MUSiC盤                                      |
| 2019年7月3日  | CARROTS and STiCKS        | avex trax | 4位      | 2CD+DVD    | AVCD-96299~300/B | DVD盤                                        |
| 2019年7月3日  | CARROTS and STiCKS        | avex trax | 4位      | 2CD+BD     | AVCD-96297~8/B   | 初回生産限定盤:写真集(100P)付・METAL BOX仕様 |

## 収録内容

### CD1：「CARROTS and STiCKS」
| #            | 曲名                 | 作詞                     | 作曲             | 時間  | 備考                 |
| ------------ | -------------------- | ------------------------ | ---------------- | ----- | -------------------- |
| 01           | DiSTANCE             | 松隈ケンタ/JxSxK         | 松隈ケンタ       | 3:53  | リード曲/タイアップ  |
| 02           | 遂に死               | JxSxK                    | 松隈ケンタ       | 3:09  | ｢STiCKS｣リード曲     |
| 03           | MORE THAN LiKE       | 松隈ケンタ/JxSxK         | 松隈ケンタ       | 4:00  | タイアップ           |
| 04           | FREEZE DRY THE PASTS | 松隈ケンタ/JxSxK         | 松隈ケンタ       | 4:12  | ｢STiCKS｣             |
| 05           | CHOP                 | モモコグミカンパニー     | 松隈ケンタ       | 3:38  |                      |
| 06           | I am me.             | 松隈ケンタ/JxSxK         | 松隈ケンタ       | 4:25  | ｢CARROTS｣リード曲    |
| 07           | NO SWEET             | 松隈ケンタ/JxSxK         | 松隈ケンタ       | 4:42  | ｢CARROTS｣            |
| 08           | O・S                 | リンリン                 | 松隈ケンタ       | 3:24  |                      |
| 09           | まだ途中             | モモコグミカンパニー     | 松隈ケンタ       | 3:42  | ｢CARROTS｣/タイアップ |
| 10           | 優しいPAiN           | 松隈ケンタ/JxSxK         | 松隈ケンタ       | 5:31  | ｢STiCKS｣             |
| 11           | アイデンティティ     | 松隈ケンタ/JxSxK         | 松隈ケンタ       | 4:05  |                      |
| 12           | FiNALLY              | セントチヒロ・チッチ     | 松隈ケンタ       | 3:47  | ｢STiCKS｣             |
| 13           | CAN YOU??            | アイナ・ジ・エンド/JxSxK | 松隈ケンタ       | 5:06  | ｢CARROTS｣            |
| 14           | GRUNGE WORLD         | JxSxK                    | 松隈ケンタ/JxSxK | 4:54  | タイアップ           |
| 合計収録時間 | 合計収録時間         | 合計収録時間             | 合計収録時間     | 58:28 |                      |

### CD2：SPECiAL BONUS CD
- MUSiC盤・DVD盤・初回生産限定盤に付属

| #            | 曲名              | 作詞               | 作曲         | 時間  | 初収録                                      |
| ------------ | ----------------- | ------------------ | ------------ | ----- | ------------------------------------------- |
| 01           | PAiNT it BLACK    | JxSxK/松隈ケンタ   | 松隈ケンタ   | 3:51  | シングル「PAiNT it BLACK」                  |
| 02           | Life is beautiful | 恋愛好男           | 松隈ケンタ   | 4:22  | シングル「Life is beautiful/HiDE the BLUE」 |
| 03           | HiDE the BLUE     | JxSxK/松隈ケンタ   | 松隈ケンタ   | 4:17  | シングル「Life is beautiful/HiDE the BLUE」 |
| 04           | NON TiE-UP        | JxSxK/松隈ケンタ   | 松隈ケンタ   | 5:56  | シングル「NON TiE-UP」                      |
| 05           | stereo future     | JxSxK/松隈ケンタ   | 松隈ケンタ   | 4:30  | シングル「stereo future」                   |
| 06           | 二人なら          | アイナ・ジ・エンド | 松隈ケンタ   | 3:52  | 配信シングル「二人なら」                    |
| 07           | Small Fish        | JxSxK/松隈ケンタ   | 松隈ケンタ   | 4:08  | 「北斗の拳 35th Anniversary Album “伝承”」  |
| 合計収録時間 | 合計収録時間      | 合計収録時間       | 合計収録時間 | 30:56 |                                             |

### DVD・Blu-ray
- 2018.12.09 FREE LiVE at 横浜赤レンガ倉庫 "stereoなfutureにしないYOKOHAMA"

1. BiSH-星が瞬く夜に
2. stereo future
3. GiANT KiLLERS
4. MONSTERS
5. オーケストラ
6. サラバかな
7. S・H・i・T
8. DA DANCE!!
9. BiSH-星が瞬く夜に

※DVD・Blu-ray共通
- Music Video

1. 遂に死
2. I am me.
3. DiSTANCE
4. PAiNT it BLACK
5. Life is beautiful
6. HiDE the BLUE
7. NON TiE-UP

※Blu-rayのみ、メンバーによる副音声収録
※DVDは1～3のみ収録
- BiSHのキレッキレJAPAN 傑作選

※Blu-rayのみ収録

### EP：「STiCKS」
1. 遂に死
2. FiNALLY
3. 優しいPAiN
4. FREEZE DRY THE PASTS

### EP：「CARROTS」
1. I am me.
2. まだ途中
3. CAN YOU??
4. NO SWEET

## 参加メンバー
- BiSH
  - アイナ・ジ・エンド - ボーカル、作詞（CD1#13、CD2#06）
  - セントチヒロ・チッチ - ボーカル、作詞（CD1#12）
  - モモコグミカンパニー - ボーカル、作詞（CD1#05、#09）
  - ハシヤスメ・アツコ - ボーカル
  - リンリン - ボーカル、作詞（CD1#08）
  - アユニ・D - ボーカル

## ライブ映像作品
| 曲名                 | 作品名                                          |
| -------------------- | ----------------------------------------------- |
| DiSTANCE             | And yet BiSH moves.                             |
| DiSTANCE             | REBOOT BiSH                                     |
| DiSTANCE             | FROM DUSK TiLL DAWN                             |
| 遂に死               | FROM DUSK TiLL DAWN                             |
| MORE THAN LiKE       | And yet BiSH moves.                             |
| MORE THAN LiKE       | TOKYO BiSH SHiNE6                               |
| MORE THAN LiKE       | FROM DUSK TiLL DAWN                             |
| FREEZE DRY THE PASTS | And yet BiSH moves.                             |
| FREEZE DRY THE PASTS | REBOOT BiSH                                     |
| FREEZE DRY THE PASTS | FROM DUSK TiLL DAWN                             |
| CHOP                 | FROM DUSK TiLL DAWN                             |
| I am me.             | And yet BiSH moves.                             |
| I am me.             | FROM DUSK TiLL DAWN                             |
| NO SWEET             | FROM DUSK TiLL DAWN                             |
| O・S                 | TOKYO BiSH SHiNE6                               |
| O・S                 | FROM DUSK TiLL DAWN                             |
| まだ途中             | TOKYO BiSH SHiNE6                               |
| まだ途中             | FROM DUSK TiLL DAWN                             |
| 優しいPAiN           | FROM DUSK TiLL DAWN                             |
| アイデンティティ     | FROM DUSK TiLL DAWN                             |
| FiNALLY              | FROM DUSK TiLL DAWN                             |
| CAN YOU??            | TOKYO BiSH SHiNE6                               |
| CAN YOU??            | FROM DUSK TiLL DAWN                             |
| GRUNGE WORLD         | And yet BiSH moves.                             |
| GRUNGE WORLD         | FROM DUSK TiLL DAWN                             |
| PAiNT it BLACK       | →「 PAiNT it BLACK § ライブ映像作品 」を参照    |
| Life is beautiful    | →「 Life is beautiful § ライブ映像作品 」を参照 |
| HiDE the BLUE        | →「 HiDE the BLUE § ライブ映像作品 」を参照     |
| NON TiE-UP           | →「 NON TiE-UP § ライブ映像作品 」を参照        |
| stereo future        | →「 stereo future § ライブ映像作品 」を参照     |
| 二人なら             | FROM DUSK TiLL DAWN                             |
| Small Fish           | FROM DUSK TiLL DAWN                             |

## タイアップ
- 「DiSTANCE」- MBSドラマ「スカム」エンディングテーマ[19]
- 「MORE THAN LiKE」- テレビ東京系アニメ「FAIRY TAIL」ファイナルシリーズ第4クールオープニングテーマ[20]
- 「I am me.」- CBCラジオ「カトリーナの全部全力!」オープニングテーマ[21]
- 「まだ途中」- STV「熱烈!ホットサンド!」オープニングテーマ[22]
- 「GRUNGE WORLD」- 中村 足リラシート「100%な朝」篇 CMソング[23]